# Gao Sheng
Cet article concerne le commandant chinois. Pour le footballeur chinois, voir Gao Sheng (football).
Pour les articles homonymes, voir Gao.
Dans ce nom chinois, le nom de famille, Gao, précède le nom personnel.
Gao Sheng (?-184) est un commandant des Turbans jaunes pendant le premier soulèvement des rebelles, et un personnage du roman Histoire des Trois Royaumes.

## Biographie
Gao Sheng servait sous le général de la terre, Zhang Bao. Après avoir été défait à Yongchuan par Huangfu Song et Zhu Jun, généraux des Han, Zhang Bao et Gao Sheng fort d'un total de quatre-vingts ou quatre-vingt-dix mille troupes. Ils font camper leur force derrière une montagne. Seul Zhu Jun les a poursuivis, et installa son camp à proximité de leur propre position, où les deux forces sont demeurées face à face.
Quand Liu Bei arriva pour renforcer Zhu Jun, il envoya Liu Bei en avant en vue d'une attaque. En réponse, Gao Sheng est entré immédiatement en avant dans la bataille contre la nouvelle force. Zhang Fei, un dirigeant ennemi, se rua dehors sur ordre de Liu Bei.
Gao Sheng est monté dehors pour rencontrer l'effrayant commandant et a combattu plusieurs passes avec Zhang Fei mais, incapable de résister à son attaque, il est immédiatement tué.